# Université de Busitema
L'université de Busitema (en anglais : Busitema University ou BU) est une université publique située à Busitema, dans l'est de l'Ouganda.

## Présentation
Elle a été créée en 2007 avec deux campus opérationnels spécialisés, l'un en ingénierie et technologie (BusitemaCampus), l'autre en science et éducation (NagongeraCampus).
En 2021, elle comprend six campus opérationnels ainsi qu'un centre d'enseignement situé à Tororo, qui dispensent des enseignements académiques dans des domaines variés.